# Baldred av Kent
Baldred av Kent, död 827, var en engelsk monark.   Han var kung av Kent 823–827. Han var den sista självständiga kungen av Kent, en titel som därefter bars av kungarna av Wessex. 